# Ібрагім II ібн Ахмед
Абу Ісхак Ібрагім ІІ ібн Ахмед (араб. أبو اسحاق ابراهيم الثاني‎‎‎; 27 червня 850 — 23 жовтня 902) — 9-й емір держави Аглабідів в 875—902 роках.

## Життєпис

### Реформи і будівництво
Походив з династії Аглабідів. Син еміра Ахмеда I. Народився 851 року в Кайруані. Зі сходження на трон у 864 році брата Мухаммеда ІІ призначається валі Кайруана, де виявив державний хист та заслужив повагу знаті та факіхів.
Посів трон в лютому 875 року після смерті брата, за підтримки правників та знаті відсторонивши свого небожа. З самого початку спрямував зусилля на відродження економіки держави, що суттєво постраждала внаслідок чуми 874 року. Багато доклав зусиль для проведення нових іригаційних робіт, знищив бандитизм на торгівельних шляхах. Водночас впровадив релігійну поліцію для контролю за дотриманням норм Корану.
Продовжив політику попередників з проведення будівельних робіт. За його панування було завершено зведення мечеті аз-Зайтуни в Тунісі та розширення мечеті Укби в Кайруані. Також звів стіни портового міста Суса і встановив лінію нових морських сигнальних веж уздовж узбережжя Іфрикії.
У 876 році звів нове місто-резиденцію, назване Раккада («Спляче»). Розташовувалося за кілька кілометрів на південний захід від Кайруана. За свідченнями географа Аль Бекрі, стіни Раккади були завдовжки в 10 км і охоплювали територію, що дорівнувала Кайруану. Його межа були позначені великою вежею, яка називалася Абу аль-Фет («Батько Перемоги»). Місто-резиденція мала декілько палаців і військових казарм. Раккада було поділена на власне емірове місто, та місто для знаті.
Водночас сприяв централізації управління. При цьому з кожним роком все більше втручався в усі справи. Ібрагім ІІ проводив відкритий суд у Раккаді щотижня, після п'ятничних молитов, коли простих бідних людей Іфрикії запрошували подати петиції безпосередньо перед еміром. Він пишався, що призначав покарання навіть членам своєї родини.
Також намагався завершити військову реформу, яку розпочали його попередники, замінивши арабське ополчення (джунд) рабською гвардію, що при ньому отримала назву абід (або судан — тобто чорні). У 878 року наказав знищити частину гвардії свого попередника, створивши власні загони абід. Згодом гвардія з негрів була доповнена слов'янською гвардією з сакаліба. В результаті спільно гвардія еміра досягла 10 тис. вояків.

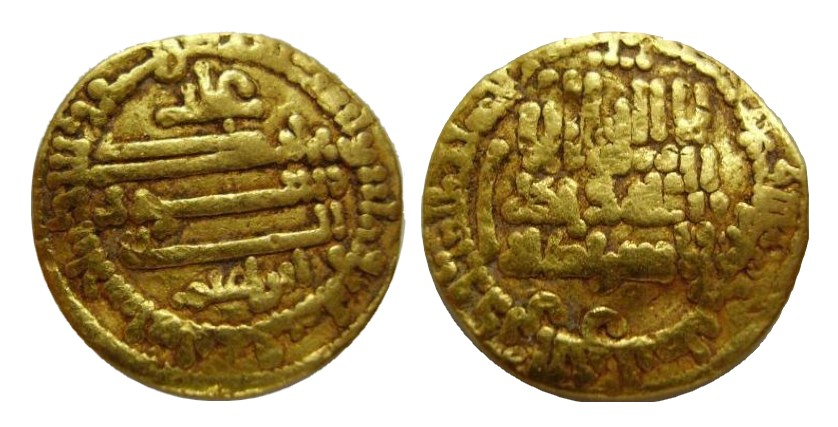
Динар Ібрагіма II від 899 року

У 888—889 роках провів монетарну реформу, яка спочатку викликала невдоволення, а зрештою призвела до припливу дорогоцінних металів.

### Війни з Візантією та Тулунідами
У 877 році почалася нова військова кампанія проти візантійців на Сицилії. Вже 878 року було захоплено Сиракузи. Внаслідок цього практично увесь острів, окрім Тавроменії і Катанії належав Аглабідам. Того ж року було завдано поразок Папському престолу на суходолі та морі, внаслідок чого папа римський Іван VIII погодився сплачувати еміру данину.
У 879 році проти Аглабідів виступило військо Тулунідів, що правили в Єгипті. Його очолив спадкоємець Аль-Аббас. Він з Барки відправив Ібрагіму II повідомлення, що начебто того багдадський халіф позбавив трону, який передав Аль-Аббасу. Втім Ібрагім II не відповів. Війська супротивника захопили Триполітанію, але у 880 році стикнулися з берберськими племенем Бану-Нафуса та загонами Рустамідів, в боях з якими Аль-Аббас поніс значні втрати. В цей час його атакував Ібрагім II, що зумів захопити військову скарбницю тулунідського війська.
У 880 році Візантія перейшла у наступ в південній Італії. Протягом 880 року візантійський флот тричі завдавав поразки флоту Аглабідів: спочатку у битві біля о. Кефалонія (поблизу Балкан), потім біля Ліпарських островів, зрештою — в битві біля пунти Столаса (неподалік узбережжя Калабрії). Внаслідок цього аглабідські залоги опинилися блокованими, що призвело до втрати Таренту. Разом з тим було відновлено військовий союз з Неаполітанським дукатом, спрямований проти Візантії.
У 885 році візантійці розпочали новий наступ в Калабрії, відвоювавши до 886 року усі фортеці та міста. У грудні 886 році араби Палермо повстали проти влади Аглабідів. Втім повстання швидко було придушено. Поступово протистояння арабів і берберів на Сицилії загострювалося.
888 року розпочав нову військову кампанію проти візантійців в Калабрії. Спочатку флот Аглабідів завдав супротивнику поразки у битві біля Міли. 889 року здійснено напади на узбережжя Італії. Втім наступу військ завадило потужне повстання арабів в Палермо в 890 році, що призвело до загальної війни арабів і берберів Сицилії. Лише у 892 році вдалося приборкати арабів.

### Повстання
У 893 році в горах Орес, в області Белезма проти нього повстали очільники арабських джундів. Не бажаючи витрачати війська, емір запросив очільників повстання з почтом (загалом близько 1 тис. осіб) до Раккади, де вночі наказав усіх знищити. Це призвело до загального повстання арабів. До 894 року воно поширилося на усю Іфрикію. Фактично Ібрагім II опинився в облозі в Раккаді. Втім поступово суданська гвардія знищила заколотників. Разом з тим це призвело до втрати уваги до Сицилії, де поновилася боротьба між арабами і берберами. Внаслідок цього лише південна частина контролювалася військами, вірними емірові.
896 року почався розгардіяш в державі Тулунідів, чим вирішив скористатися Ібрагім II, рушивши на Єгипет. Втім у Триполі наказав стратити стриєчного брата Мухаммеда через підозру у змові. За цим у битві біля Ману (на південь від Габеса) завдав поразки берберам-ібадитам Бану-Нафуса, ліквідувавши їх імамат. Дійшовши до кордонів держави тулунідів він повернув назад.
900 року Ібрагім II відправив війська для приборкання Сицилії, де на той час араби і бербери домовилися діяти спільно проти еміра. Втім військовий очільник Абу'л Аббас Абдалах, син еміра, намагався вести перемовини окремо з кожною групою. В результаті військові дії поновилися. У битві біля Драпану жодна зі сторін не досягла успіху. Втім вже у вересні 900 року аглабідська армія завдала поразки сицилійським арабам у битві біля Палермо. Невдовзі це місто також впало. Поступово було приборкано решту повсталих міст. Також Абу'л-Аббас Абдаллах скористався ситуацією для захоплення міста Регіум в Калабрії.

### Останні роки
Поступово посилилася його жорстока поведінка, коли він наказував страчувати по 500 полонених. За підозрою у змові наказав стратити 8 братів та рідного сина. Також стратив декількох дружин. Крім того, наказав убити усіх своїх доньок. Коли дізнався, що все ж 16 доньок живі, то запросив їх до себе в палац, де наказав їм відрубати голови.
За ці жорстокості знать і духівництво наприкінці 901 року відправило скаргу багдадському халіфу аль-Мутадіду. Останній 902 року спрямував листа, де наказував Ібрагімові II поступитися владою на користь сина Абдаллаха II, що емір й зробив. Напевне лист халіфа було використано для вчинення заколоту гвардією.
В свою чергу Ібрагім оголосив себе моджахедом, вирушив до порту Сус, де став збирати військо. Тут оголосив план підкорення Константинополя. За цим висадився на Сицилії, де завдав поразки візантійцям, захопивши в них останнє місто на острові — Тавроменію. За цим переправився до Калабрії, рушивши на північ. Тут взяв в облогу Козенцу. Під час цього захворів на дизентерію й помер. Військо очолив його онук Зіядет-Аллах, що повернувся до Іфрикії.